# Leontien van Moorsel
Leontine Martha Henrica Petronella (Leontien) Zijlaard-van Moorsel (Boekel, 22 maart 1970) is een Nederlands voormalig wielrenster en viervoudig olympisch kampioene met als bijnamen: Tinus, Ties en de Joekel van Boekel.

## Biografie
Van Moorsel werd geboren als dochter van een handelaar in bouwmaterialen en een verpleegster. Ze begon haar wielercarrière eind jaren zeventig. Ze was zo fanatiek dat ze last kreeg van anorexia en zichzelf aan het 'kapotfietsen' was. Na een lange dip kwam ze langzaam weer terug in de sport en behoorde sindsdien tot de beste wielrensters ter wereld. In 1992 en 1993 won Van Moorsel de Ronde van Frankrijk. Van Moorsel zette een punt achter haar wielercarrière na de Olympische Zomerspelen in Athene in 2004.
Ze werd zes keer Sportvrouw van het Jaar: in 1990, 1993, 1999, 2000, 2003 en 2004. Tijdens het gala ter gelegenheid van het 75-jarig bestaan van de KNWU werd Van Moorsel (samen met Joop Zoetemelk) verkozen tot beste Nederlandse renners aller tijden. Leontien is benoemd door KNWU Nederland tot beste wielrenster ooit. In 2006 werd zij onderscheiden met de Fanny Blankers-Koen Trofee, oeuvreprijs, carrièreprijs, is alleen voor de allergrootsten.
Van Moorsel was bijna twaalf jaar lang de houdster van het werelduurrecord. Zij verbeterde op 1 oktober 2003 in Mexico-Stad het oude record van haar Franse rivale Jeannie Longo (45,094 km) met bijna één kilometer: 46,065 km. Na de reglementswijzigingen in 2014 en de vele pogingen bij de mannen, werd ook het record bij de vrouwen aangevallen. De Amerikaanse Molly Shaffer Van Houweling zette op 12 september 2015 in Aguascalientes het nieuwe record op 46,274 km.
Bij de Olympische Spelen in Sydney 2000 behaalde Van Moorsel een nieuw wereldrecord op de 3 km achtervolging: 3.30,816.
In Athene, bij de volgende Olympische Spelen, waar ze haar vierde gouden olympische medaille won, verbeterde ze deze tijd in 3.27,111. In 2008 kwam de door haar geautoriseerde biografie Leontien van Moorsel, de rit van mijn leven uit (geschreven door Marjolein Hurkmans).
In 2012 organiseerde Van Moorsel samen met haar echtgenoot Michael Zijlaard de Leontien Ladies Ride, een fietstoertocht voor vrouwen. Dit evenement vond plaats in 's-Hertogenbosch, Zwolle, Amsterdam en Rotterdam. Tevens is ze het boegbeeld voor de wielertocht GO-Classic, die op 7 september voor het eerst verreden werd op Goeree-Overflakkee.
Vanuit haar eigen ervaring met anorexia richtte zij eind 2013 het Leontienhuis op waar jonge mensen met een eetstoornis worden ondersteund. In de zomer van dat jaar was ze een van de gastpresentatoren bij Knevel & Van den Brink.
Leontien van Moorsel werd in 2017 de koersdirecteur van de heringevoerde vrouwenwedstrijd van de Amstel Gold Race, die ze in 2002 zelf wist te winnen.

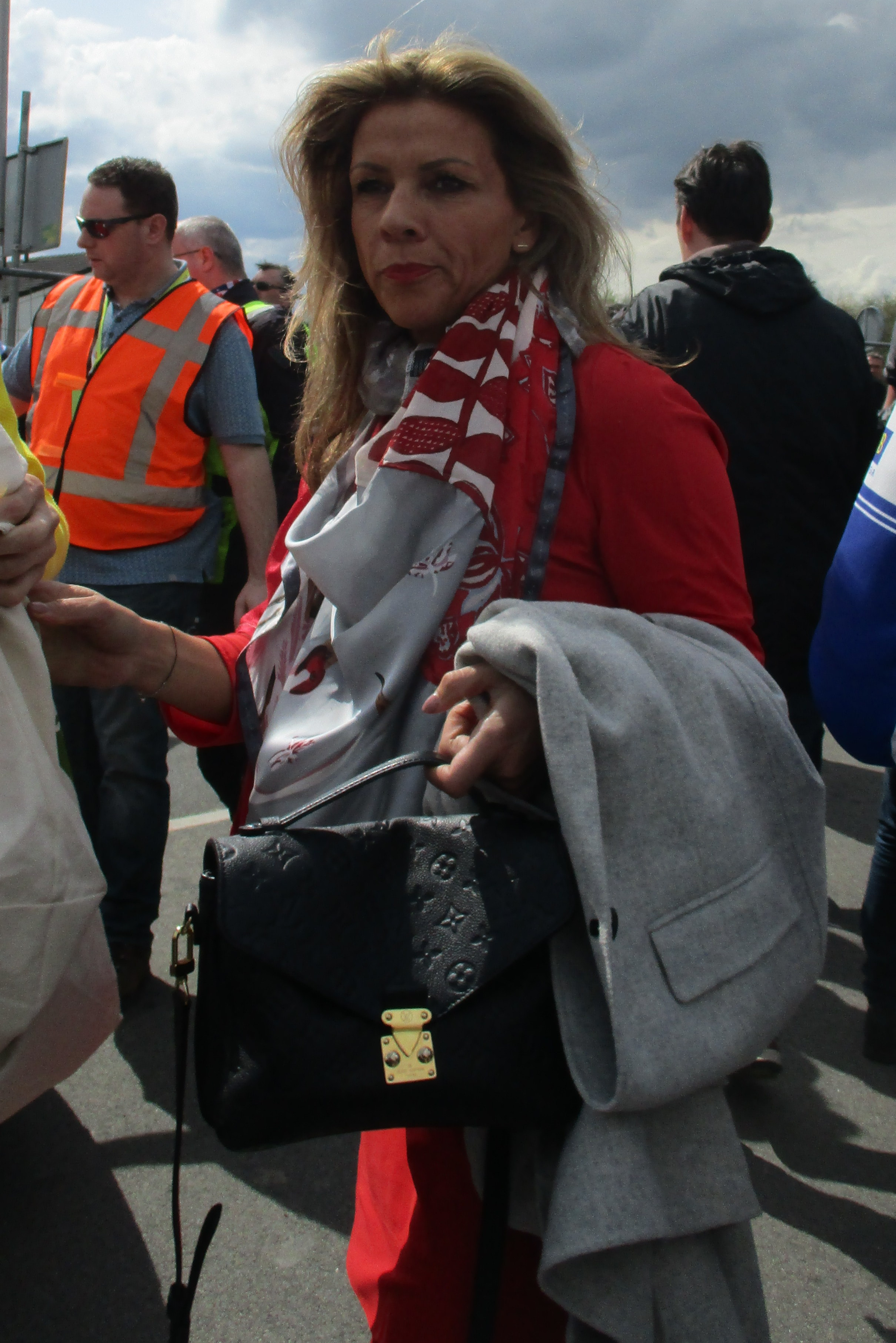
Van Moorsel als koersdirecteur van de Amstel Gold Race Ladies Edition.

## Resultaten

### Olympische Spelen
- 4x Goud
  - 2x Olympisch kampioene tijdrijden (2000 Sydney en 2004 Athene)
  - 1x Olympisch kampioene op de weg (2000)
  - 1x Olympisch kampioene achtervolging (2000)
- 1x Zilver Puntenkoers (2000)
- 1x Brons Achtervolging (2004)

### Wereldkampioenschap
- 4x Wereldkampioene achtervolging (1990, 2001, 2002 en 2003)
- 2x Wereldkampioene op de weg (1991 en 1993)
- 2x Wereldkampioene tijdrijden (1998 en 1999)
- 1x Wereldkampioene ploegentijdrit (1990)

### Nederlands kampioenschap
- 10x Nederlands kampioene op de weg
- 7x Nederlands kampioene tijdrijden op de weg
- 5x Nederlands kampioene achtervolging
- 2x Nederlands kampioene puntenkoers
- 1x Nederlands kampioene omnium

### Rondezege
- 2x eindzege in de La Grande Boucle féminine (Ronde van Frankrijk) in 1992 en 1993
- 1x eindzege in de Ronde van Nederland, Holland Ladies Tour 1999, winnares proloog 1e etappe 1998

### Overig
- 6x Sportvrouw van het jaar
- 1x Werelduurrecord Mexico City 1 oktober 2003, 46.065,111
- 1x Wereldrecord 3 km achtervolging Sydney 17 september 2000, 3.30,816
- Oeuvreprijs Fanny Blankers-Koen Trofee 2006, carrièreprijs, is alleen voor de allergrootsten
- 1x Amstel Gold Race
- Directeur Amstel Gold Race

## Ploegen
Leontien van Moorsel heeft voor verscheidene wielerploegen gereden.
| Jaar | Team               | Nationaliteit team |
| ---- | ------------------ | ------------------ |
| 1997 | VKS                | Nederland          |
| 1998 | Opstalan           | Nederland          |
| 1999 | Farm Frites-Hartol | Nederland          |
| 2000 | Farm Frites-Hartol | Nederland          |
| 2001 | Farm Frites-Hartol | Nederland          |
| 2002 | Farm Frites-Hartol | Nederland          |
| 2003 | Farm Frites-Hartol | Nederland          |
| 2004 | Farm Frites-Hartol | Nederland          |

## Persoonlijk
Van Moorsel trouwde op 25 oktober 1995 in Rotterdam met ploegleider en voormalig wielrenner Michael Zijlaard, met wie zij een dochter heeft. Sinds april 2022 heeft ze een eigen kledinglijn met haar dochter bij Jeans Centre.

## Trivia
- Van Moorsel deed in 2006 mee aan Sterren Dansen op het IJs met Christophe Groc als danspartner. Ze werd 10de van de 11 deelnemers.
- In de zomer van 2009 was Van Moorsel enkele weken op televisie te zien in een humoristische reclamespot voor de Eneco Tour 2009. Om het fietsen te stimuleren werd in Nederland gebruikgemaakt van 'Hulp-Leontiens': vrouwen én mannen met een pruik die door het hele land reisden, zo is het verhaal van de reclamespot. Aan het einde van de spot denkt een man een 'Hulp-Leontien' te zien en vraagt haar de 'pruik even goed te doen'. Maar het is de echte Leontien van Moorsel, die op dat moment meewarig haar hoofd schudt. Na afloop van de Eneco Tour 2009 werd de televisiespot in iets aangepaste vorm nog gebruikt voor de bevordering van het fietsen, en natuurlijk als reclame voor Eneco.
- Van Moorsel verbond in 2013 haar naam voor drie jaar aan de GO-Classic.
- Van Moorsel was vanaf 14 november 2014 voor zes afleveringen te zien in het programma Tot op het bot. Hierin werden meisjes met anorexia een jaar lang gevolgd en Van Moorsel speelde een coachende hoofdrol als ervaringsdeskundige. Het programma werd gemaakt door producent Eyeworks en gepresenteerd door Sophie Hilbrand.
- In begin 2018 was Van Moorsel met haar gezin te zien in het RTL 4-programma Groeten uit 19xx.
- In 2023 was Van Moorsel te zien als secret singer in het televisieprogramma Secret Duets.
- In 2023 was Van Moorsel te zien als deelneemster aan het televisieprogramma De kwis met sneeuwballen.
- In 2024 deed Van Moorsel samen met Manuel Venderbos mee aan het televisieprogramma Code van Coppens: De wraak van de Belgen.
- In 2025 deed Van Moorsel mee aan het televisieprogramma De kwis met ballen VIPS.
- In 2025 deed Van Moorsel samen met Viggo Waas mee aan het televisieprogramma Hart tegen hart.

- Gemeinsame Normdatei: 1316333531
- International Standard Name Identifier: 0000 0000 4106 997X
- Library of Congress Control Number: n2007036008
- Nederlandse Thesaurus van Auteursnamen: 08454841X
- Virtual International Authority File: 41291547
- WorldCat: E39PBJdMdQwfYYVpbd7vVGXWXd

1996: Zoelfia Zabirova ·
2000: Leontien van Moorsel ·
2004: Leontien van Moorsel ·
2008: Kristin Armstrong ·
2012: Kristin Armstrong ·
2016: Kristin Armstrong ·
2020: Annemiek van Vleuten ·
2024: Grace Brown ·
1984: Connie Carpenter-Phinney ·
1988: Monique Knol ·
1992: Kathy Watt ·
1996: Jeannie Longo ·
2000: Leontien van Moorsel ·
2004: Sara Carrigan ·
2008: Nicole Cooke ·
2012: Marianne Vos ·
2016: Anna van der Breggen ·
2020: Anna Kiesenhofer ·
2024: Kristen Faulkner
1992: Petra Rossner ·
1996: Antonella Bellutti ·
2000: Leontien van Moorsel ·
2004: Sarah Ulmer ·
2008: Rebecca Romero